# Chiesa di Sant'Eurosia
La chiesa di Sant'Eurosia è un piccolo edificio religioso situato in località Naval, sulla strada per Soiano del Lago, in Polpenazze del Garda (Brescia). Oggi la chiesa è sconsacrata e appartiene alla famiglia Avanzi.

## Introduzione

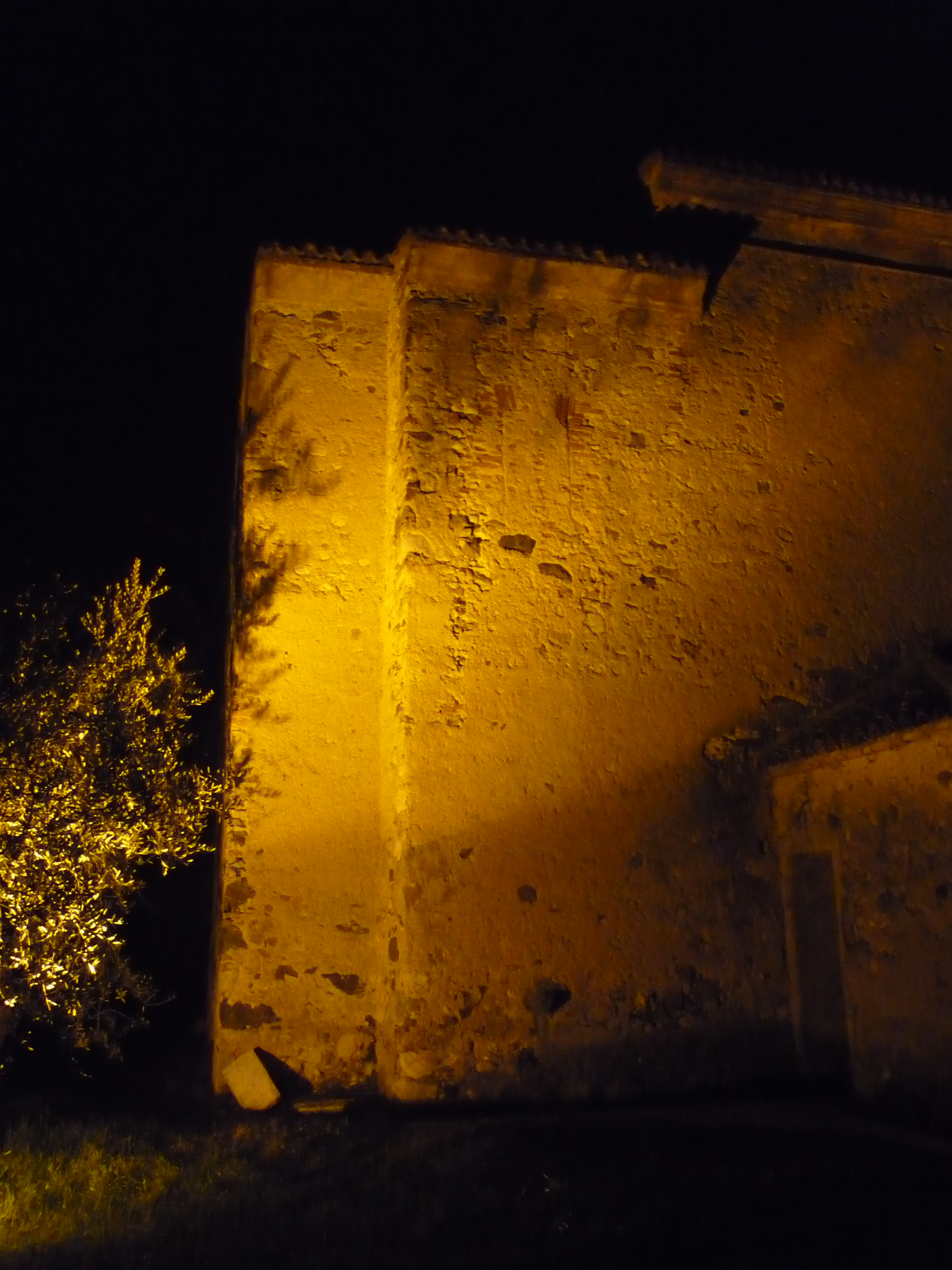
Vista notturna di Sant'Eurosia

Fu eretta nel 1724 dalla famiglia Tomacelli, proprietaria di una tenuta agricola che prendeva lo stesso nome. Nell'ambiente contadino si diffuse il culto di sant'Eurosia, santa spagnola martirizzata nel sec. VIII: la santa era considerata protettrice dei campi dai fenomeni meteorologici dannosi come fulmini, grandine, temporali e siccità.

## Struttura
La chiesa di Sant'Eurosia è orientata secondo l'asse est-ovest con la facciata rivolta a oriente. È costruita sulla matrice geometrica di un quadrato di 6 x 6 metri e si articola con una serie di accorgimenti architettonici tali da rendere continuo e fluente lo spazio interno, sia in termini planimetrici che altimetrici. Gli angoli sono tagliati in diagonale e sottolineati da paraste, all'interno dei quali sono ricavate delle nicchie. L'area dell'altare è sopraelevata di un gradino e ciò sottolinea questo scavo di volume, presentando due nicchioni laterali. Il cornicione è alto e complesso ed unifica le parti. Affreschi decorano le volte dei soffitti dell'aula e della zona dell'altare. Questa unità tra struttura e apparato decorativo dà all'insieme una dinamica barocca che caratterizza fortemente la chiesetta. Il pavimento è in mattonelle di terracotta, poste in diagonale. Vi è un'unica apertura nelle pareti, il finestrone di facciata, che ravviva i colori degli affreschi. L'articolazione dei volumi all'esterno è più sobria. Sulla facciata vi sono due coppie di paraste.

## L'iconografia

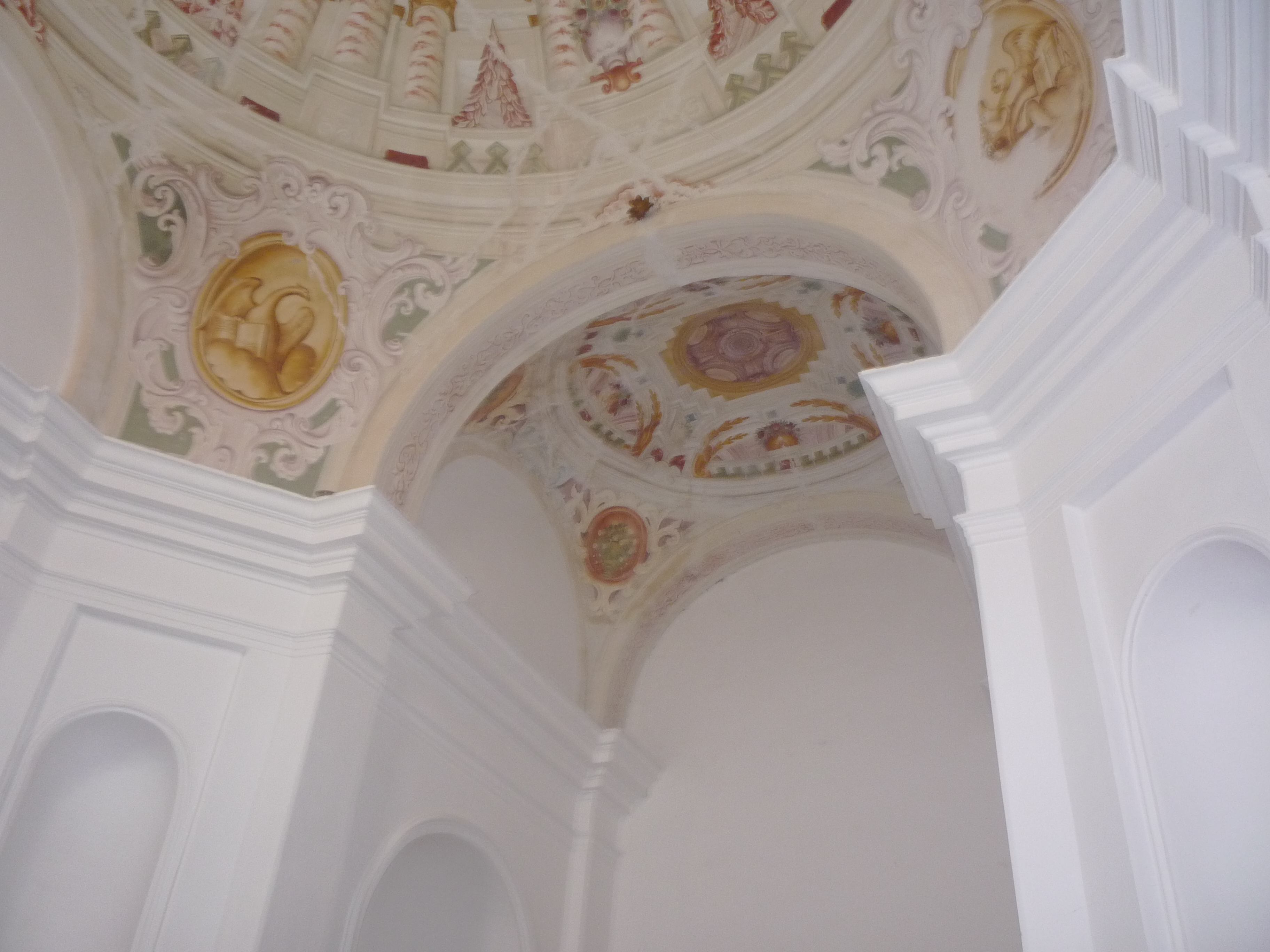
Vista interna

Mentre l'incisione sull'architrave della chiesa, riporta la data del 1743, secondo fonti enciclopediche, la chiesa fu eretta il 2 maggio 1724 ed era di proprietà dei fratelli Tomacelli.
I quattro evangelisti sono rappresentati sui pennacchi alla base della cupola maggiore. Secondo le stesse fonti enciclopediche nel 1734 furono collocate alcune icone da parte dei nobili Glisenti: della Madonna, di sant'Eurosia, di san Lodovico re di Francia, di san Fidenzio; nel 1740 fu aggiunta un'immagine della sacra Famiglia da parte dei fratelli Giuseppe e Francesco Gritti e dei sacerdoti Bartolomeo, Carlo e Taddeo.

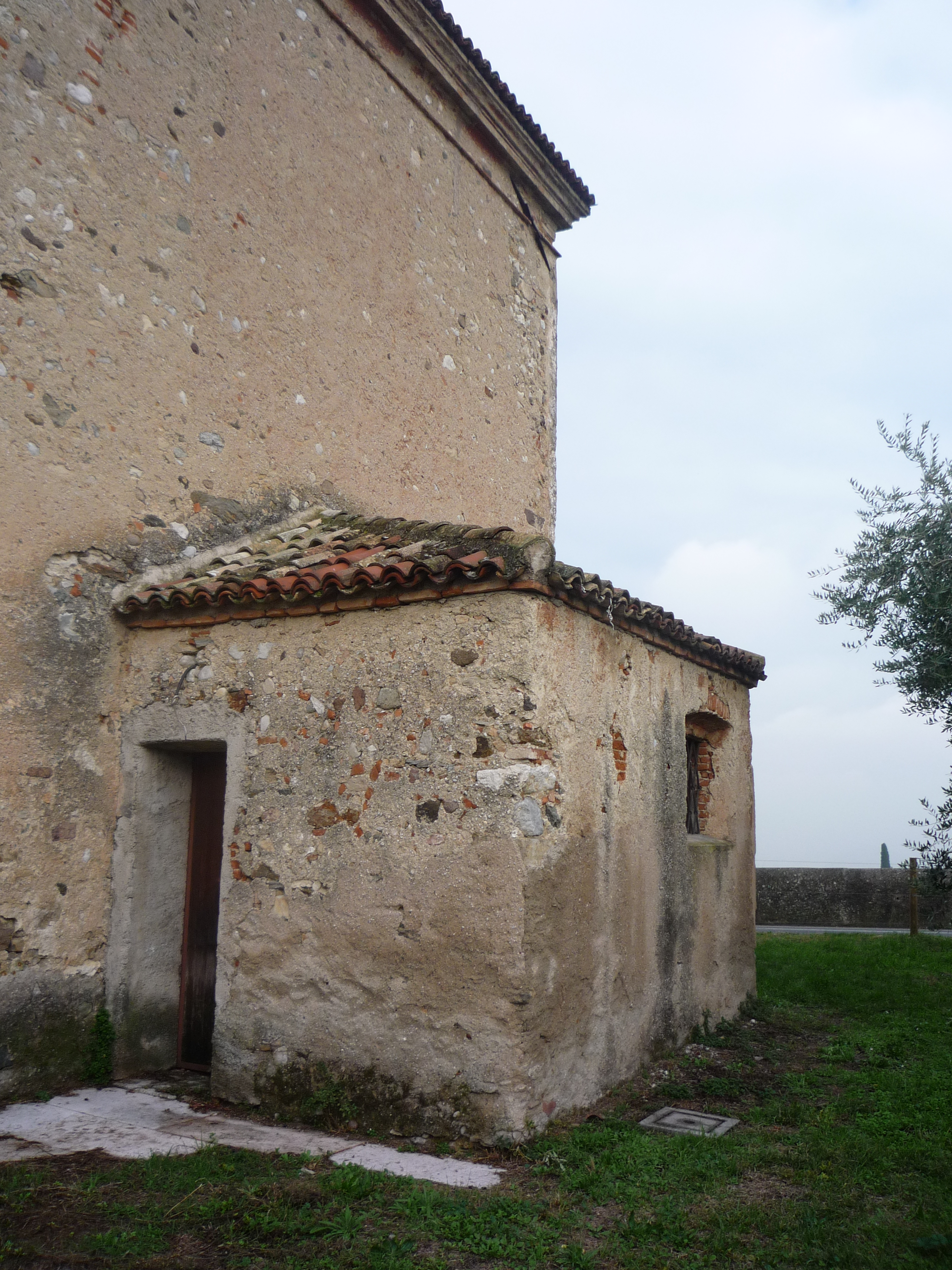
Sagrestia

Da una fotografia storica risultante da una ricerca compiuta alla fine degli anni cinquanta del Novecento, si nota che la facciata e i profili adiacenti erano interamente dipinti, con colori quali rosso, azzurro e bianco, tuttora riconoscibili. Inoltre si evidenziano altre modifiche moderne come la sostituzione della croce sovrastante; la manutenzione della copertura; la risarcitura tramite malta cementizia di una piccola apertura sul prospetto Sud.
Si legge sull'architrave della porta:
- «Virginis sub numine sub erosiae secura a grandine florens in germine clara sub maris stella coruscat vallis Tomacella. Anno 1943» ("Nel nome della Vergine Eurosia sotto la stella del mare si muova la volontà affinché nella valle, i fiori dell'illustre stirpe Tomacella siano protetti dalla grandine. Anno 1943")

Foto della chiesa nel 1950

## Proprietà
Oggi la chiesa di Sant'Eurosia appartiene alla tenuta di villa Avanzi.

## Progetto di conservazione
Nell'anno accademico 2009/2010, tre studenti della Facoltà di Architettura del Politecnico di Milano, (Ballini Diego, Luca Capuccini e Moranduzzo Martina), hanno redatto un progetto di restauro conservativo della chiesa. A scopo illustrativo, vengono riportate le tavole del rilievo geometrico.

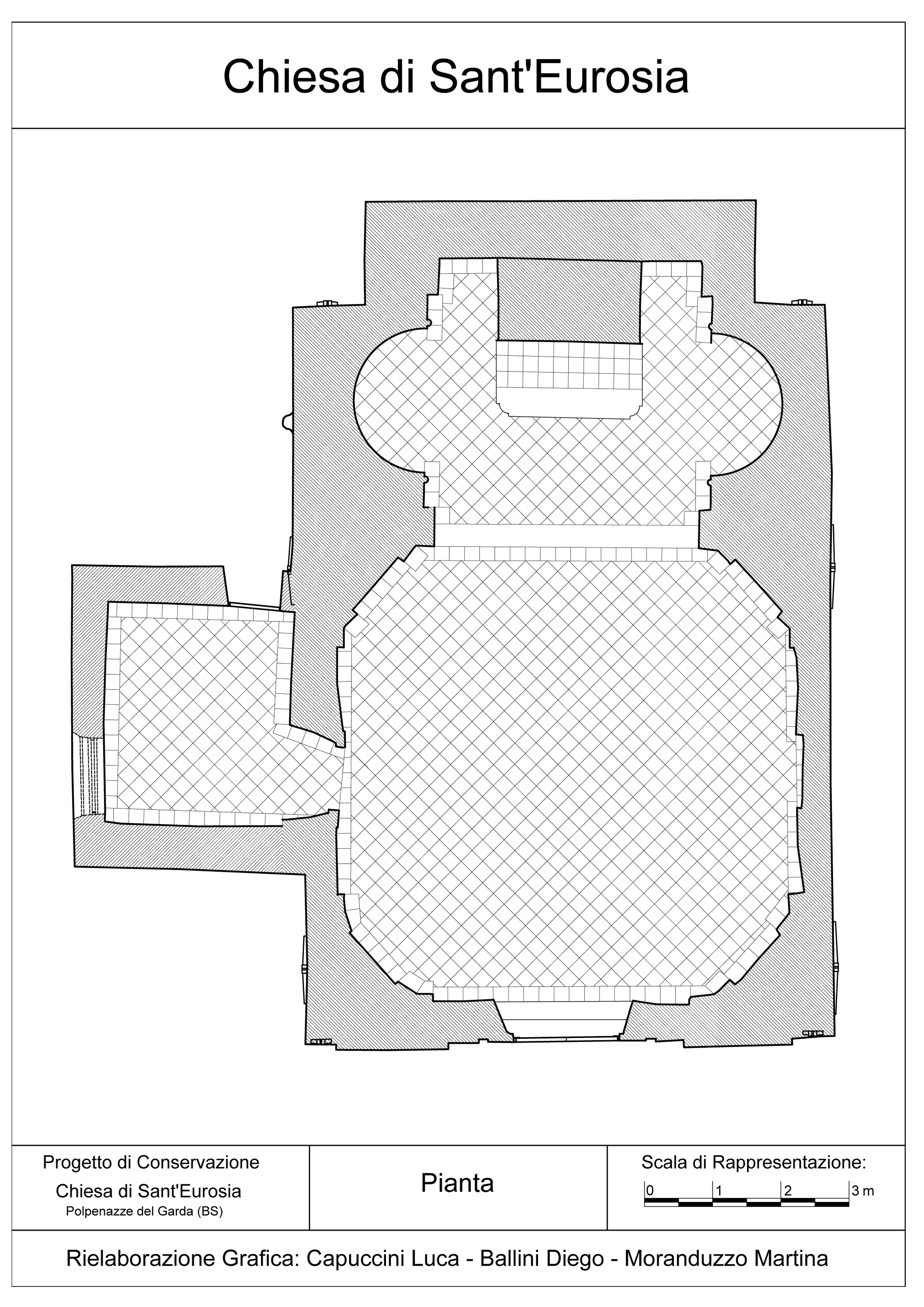
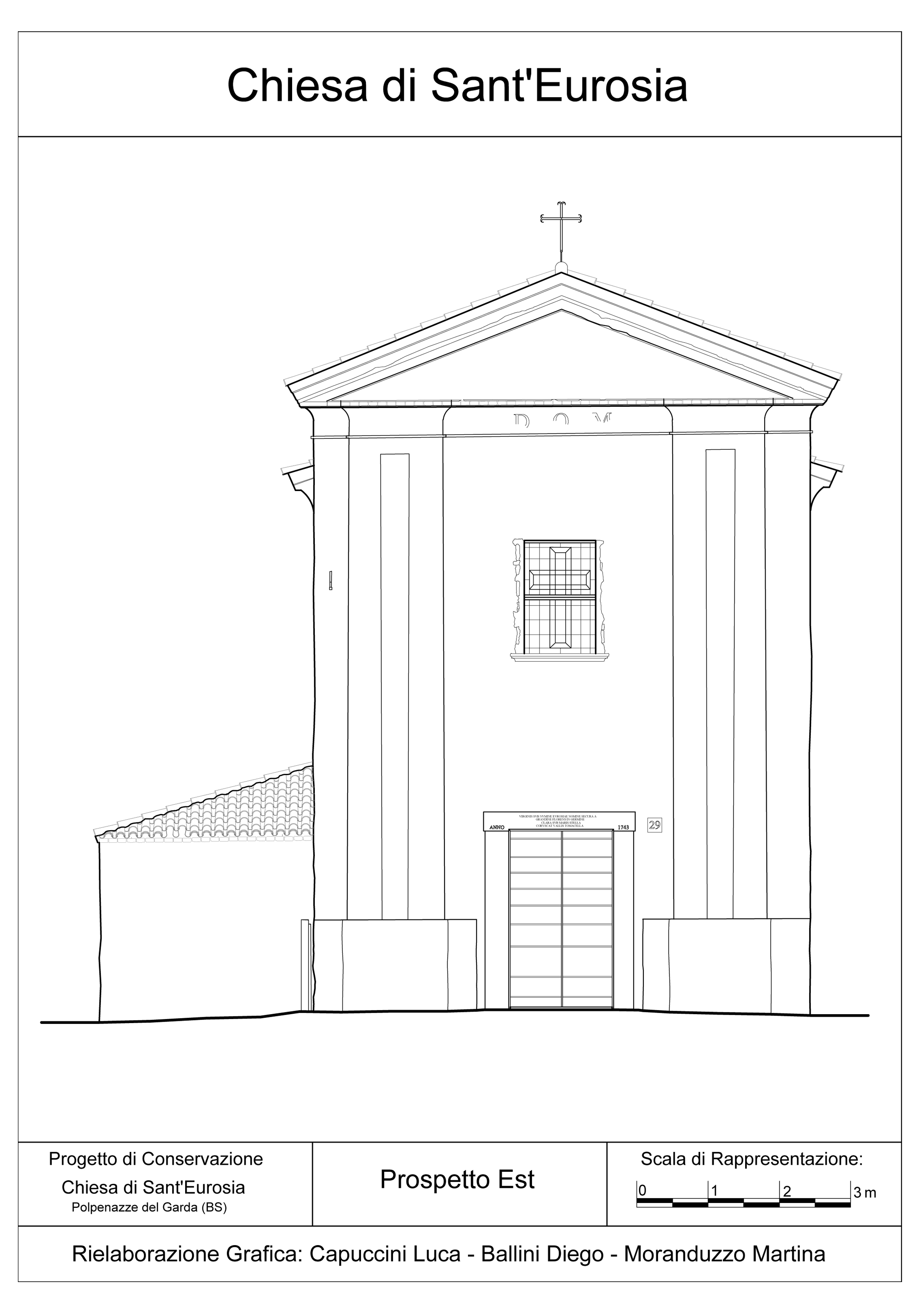
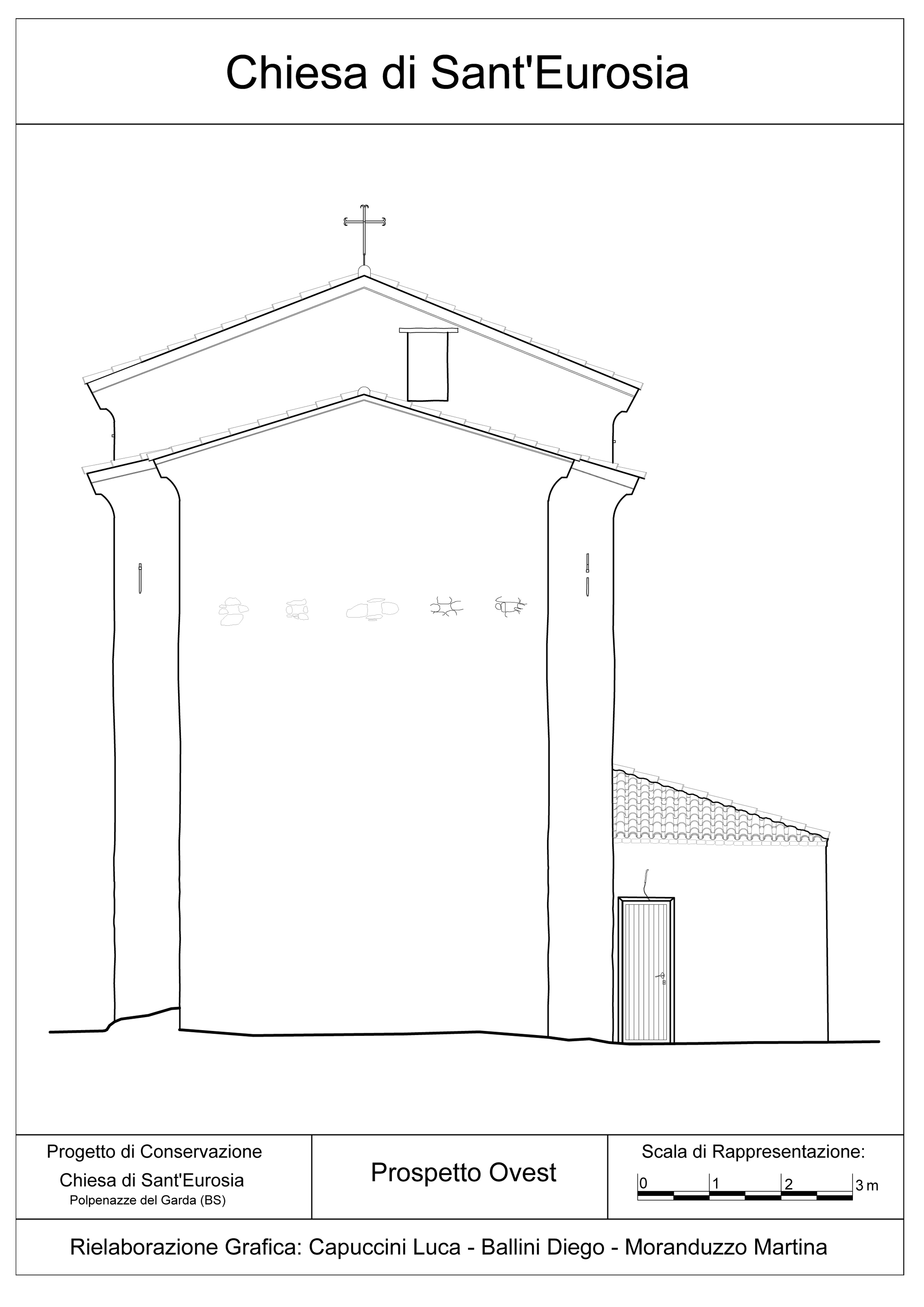
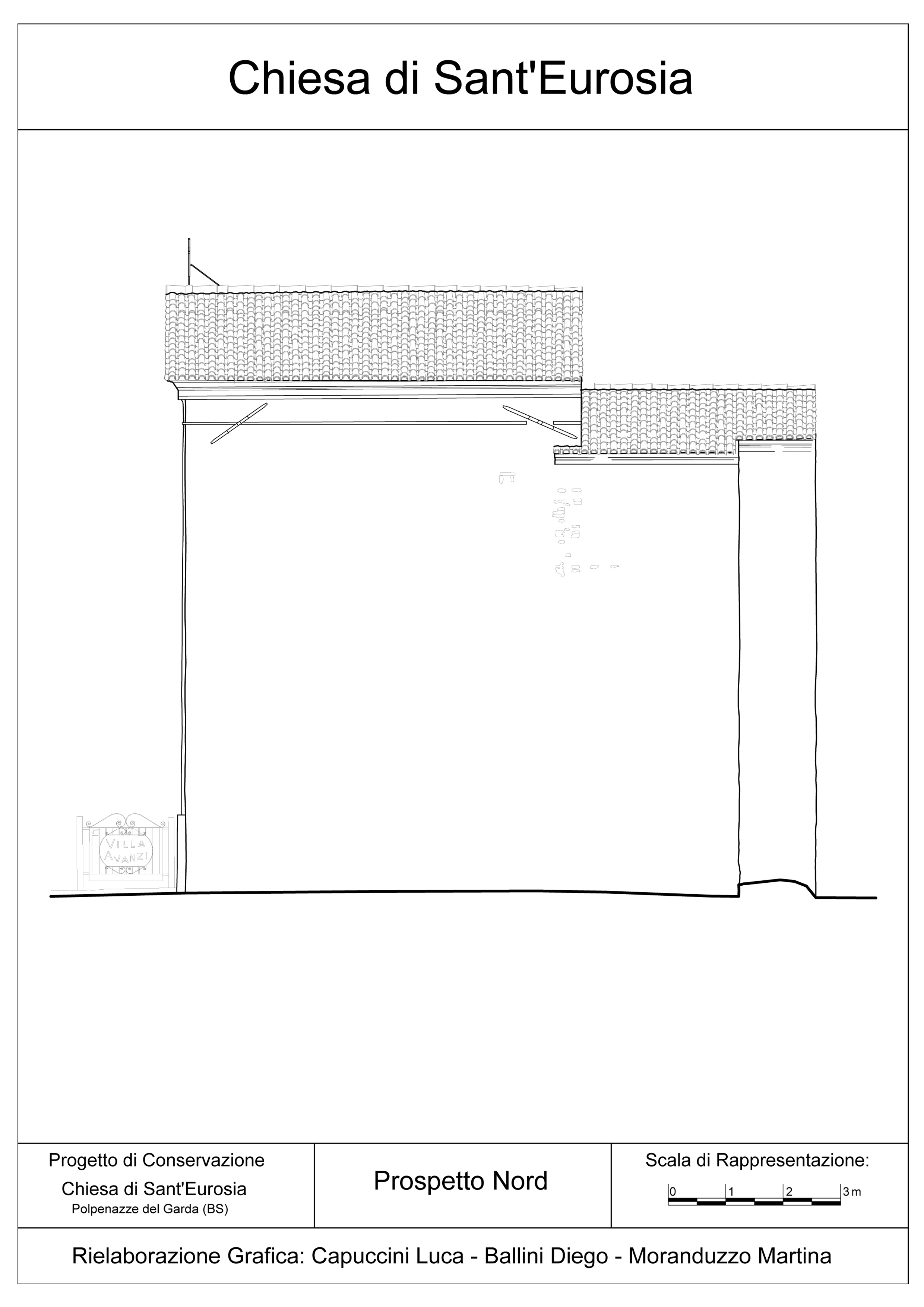
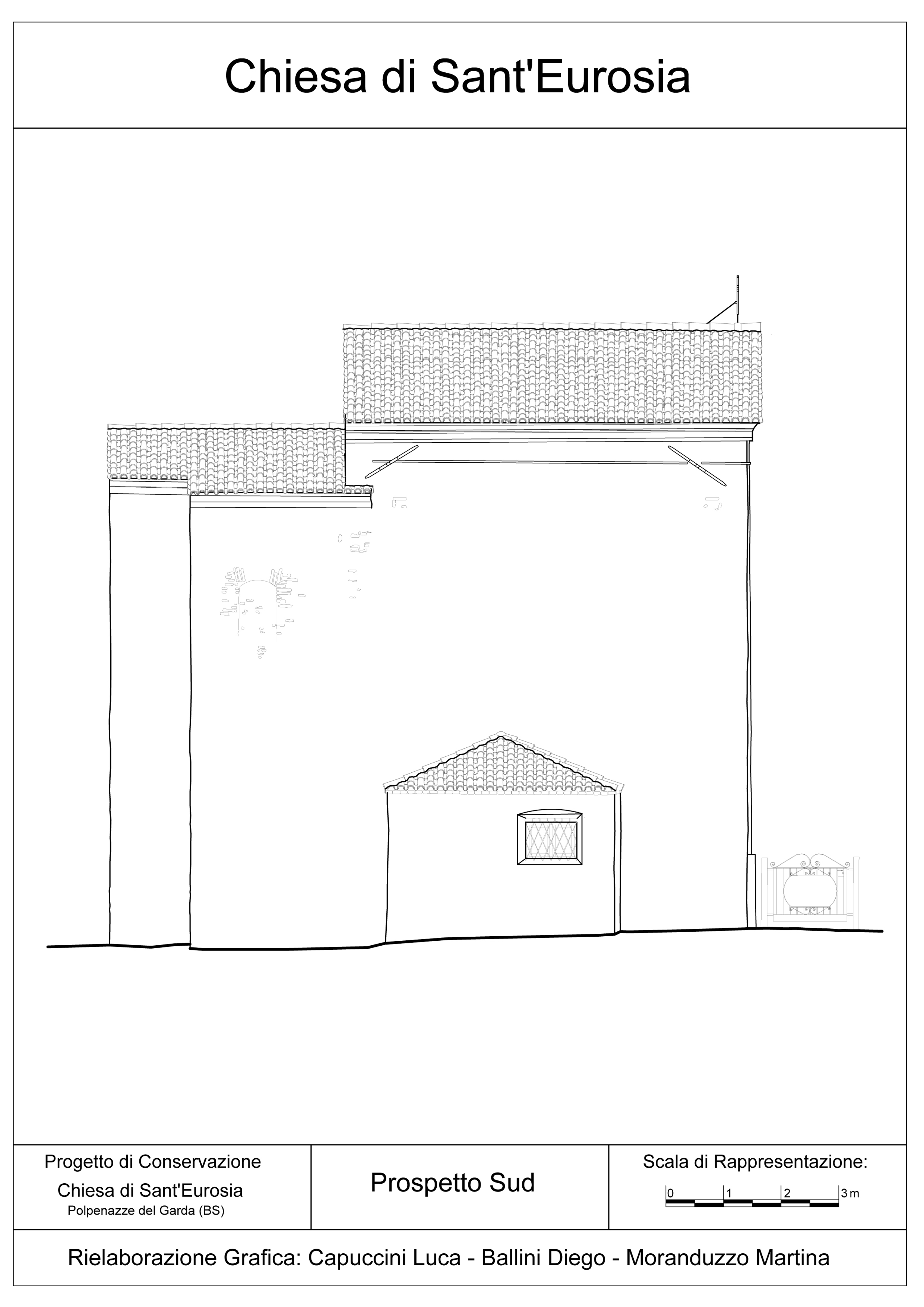
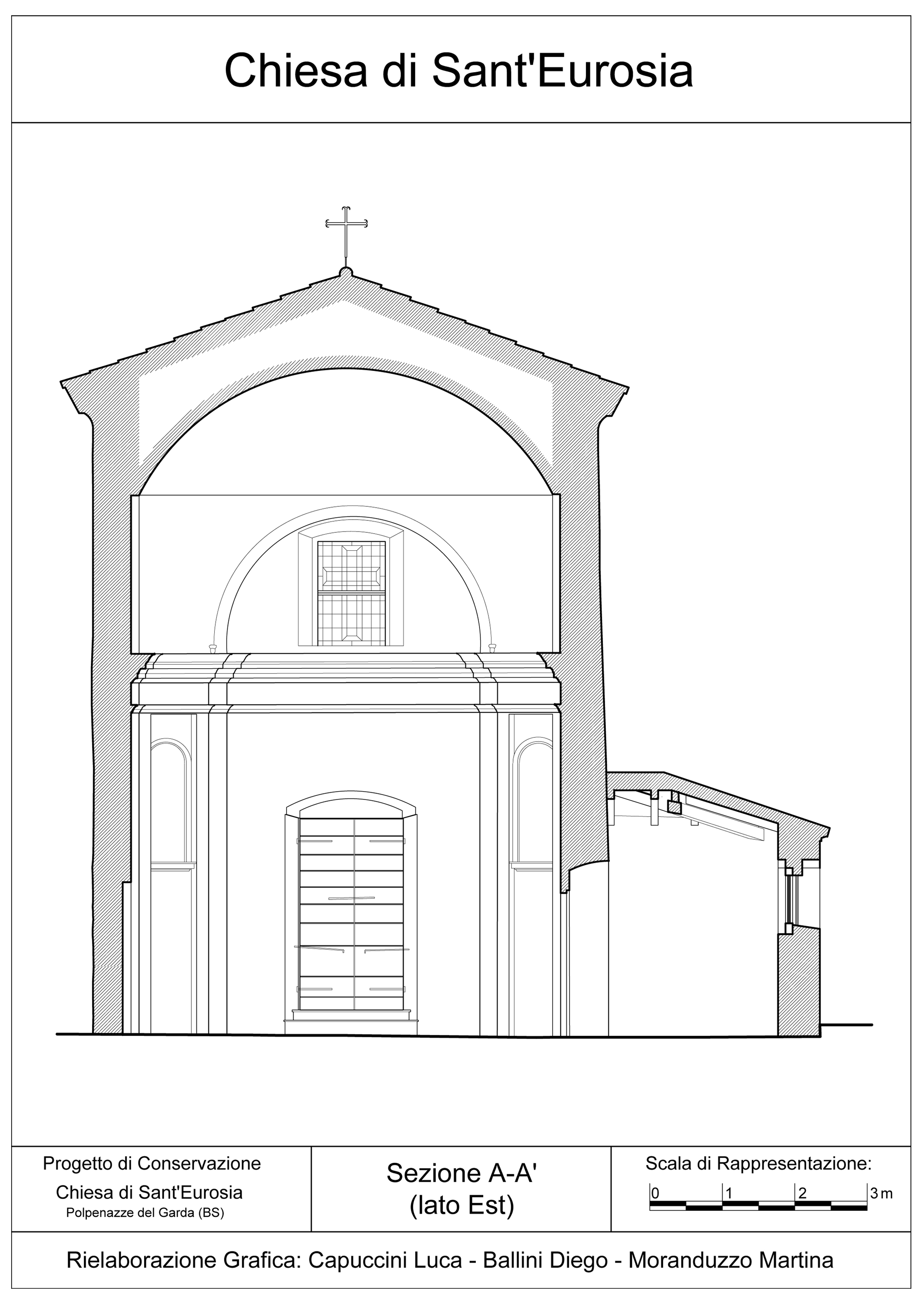
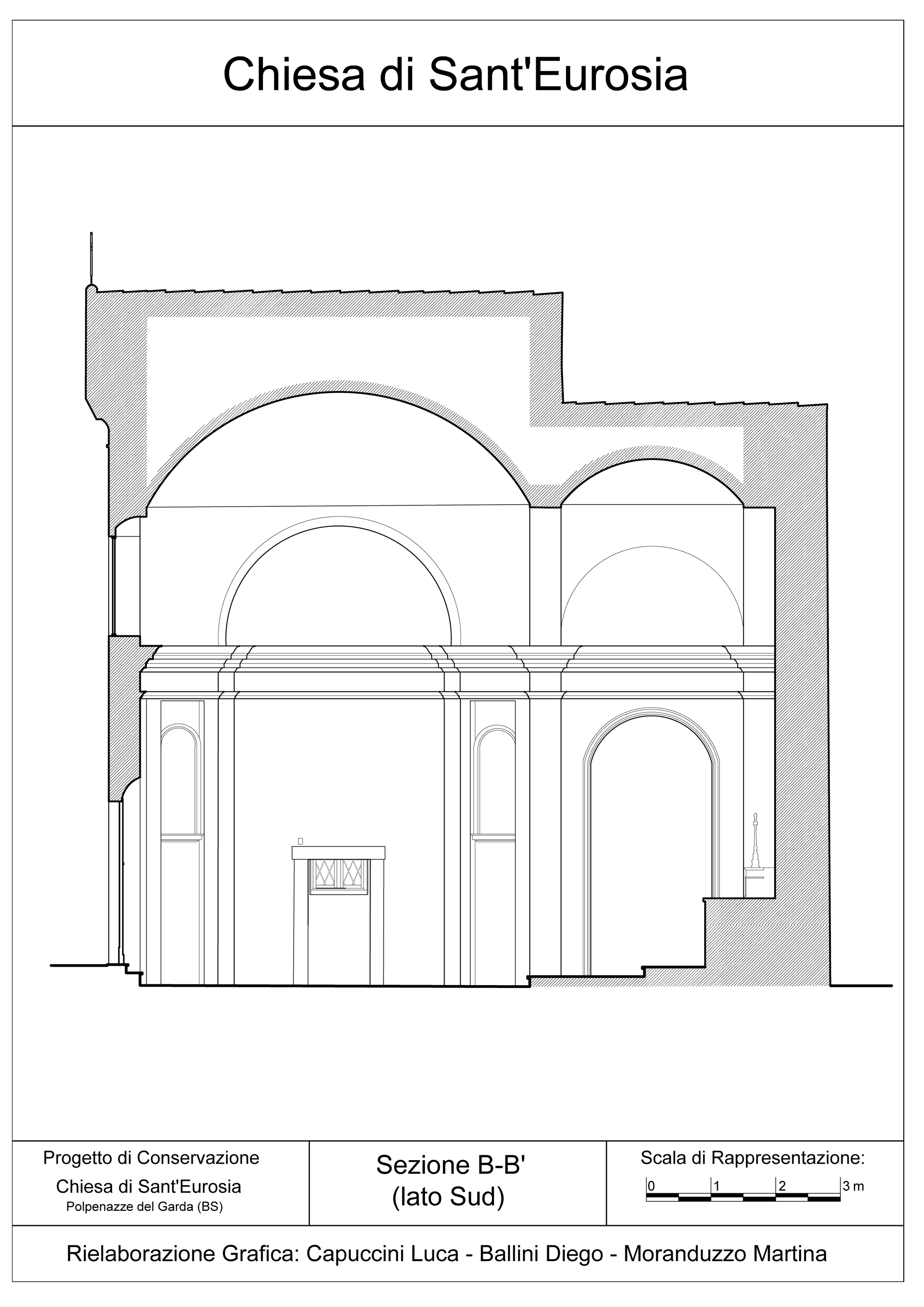

## Galleria d'immagini

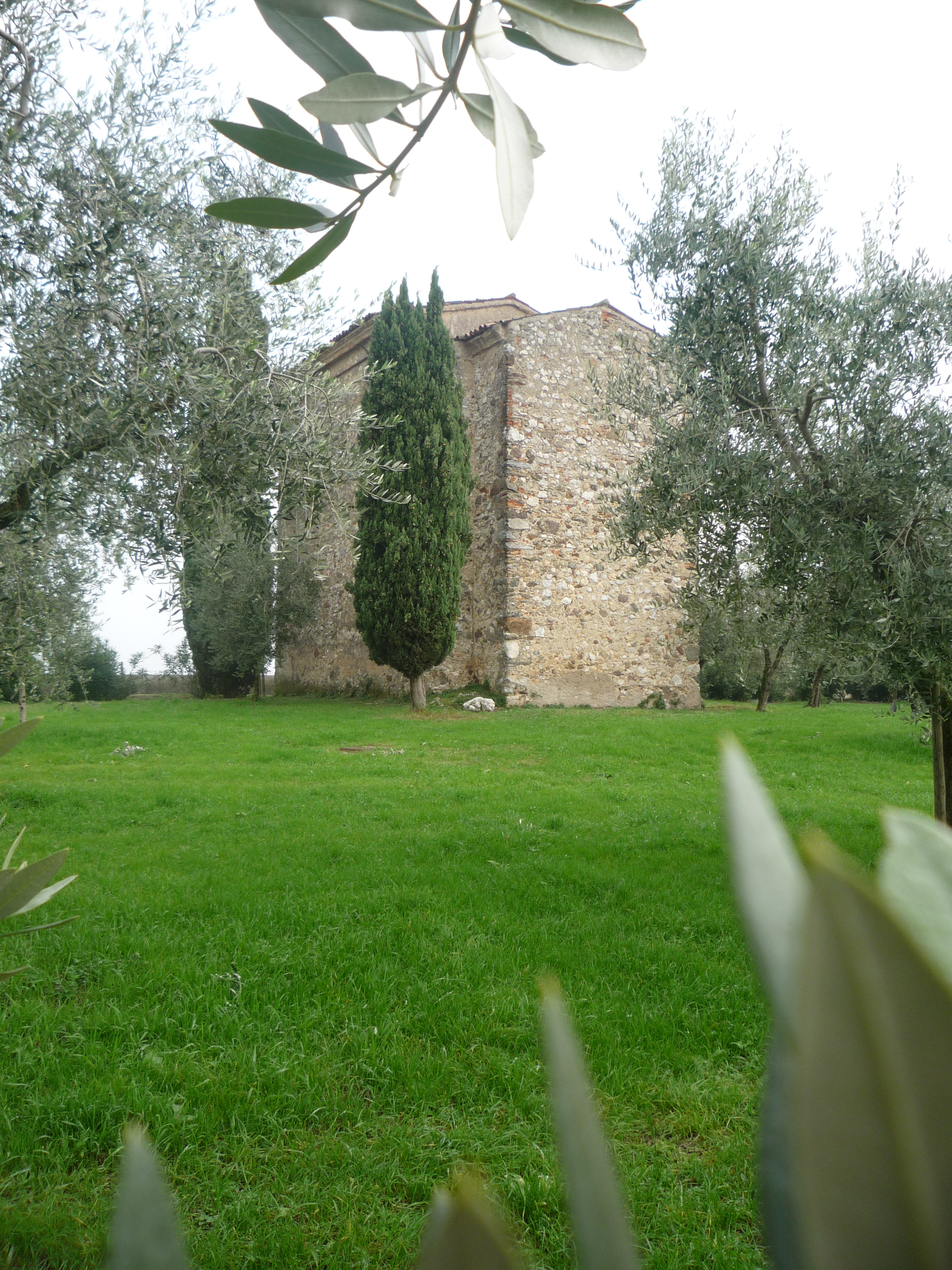
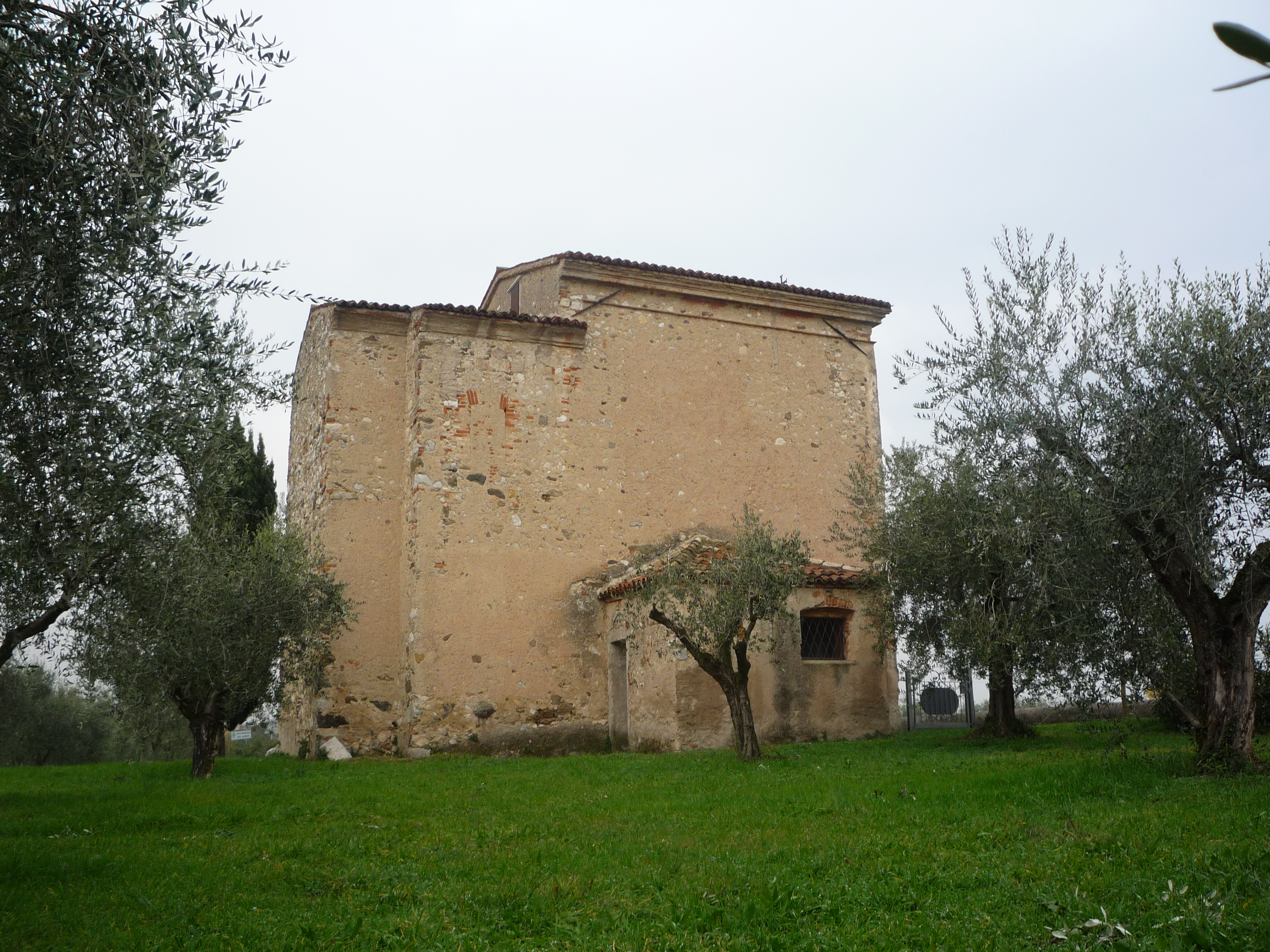
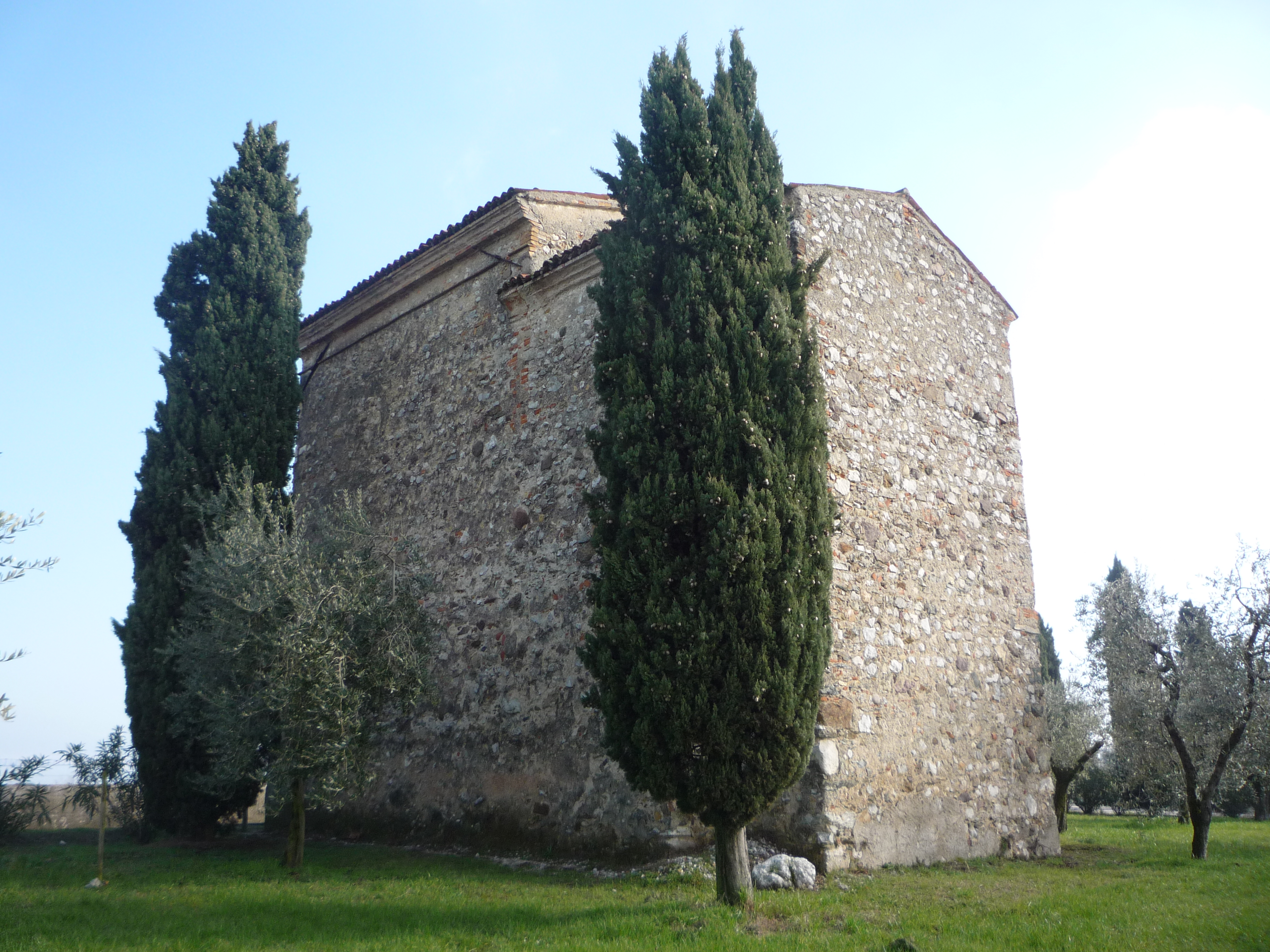
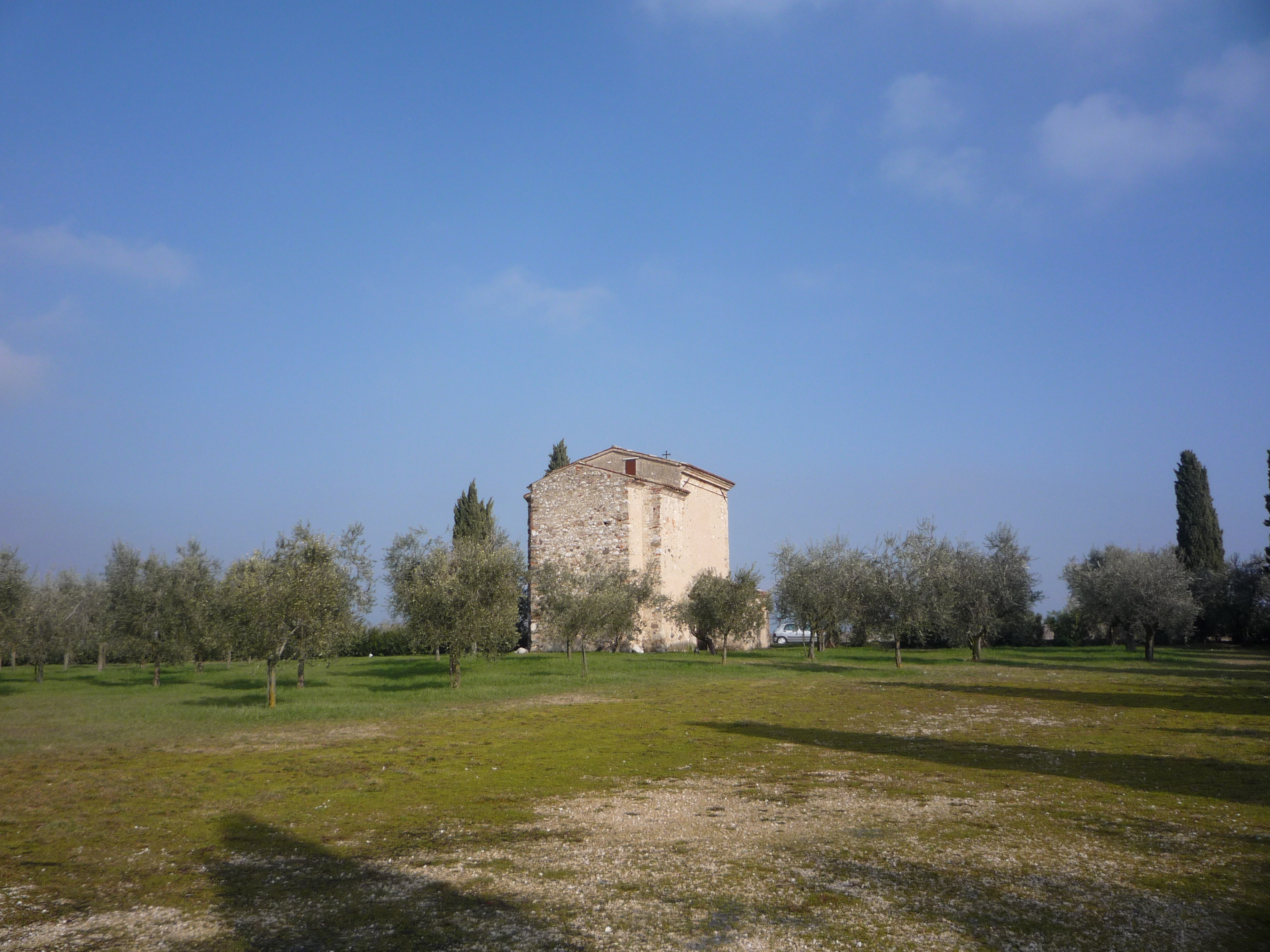
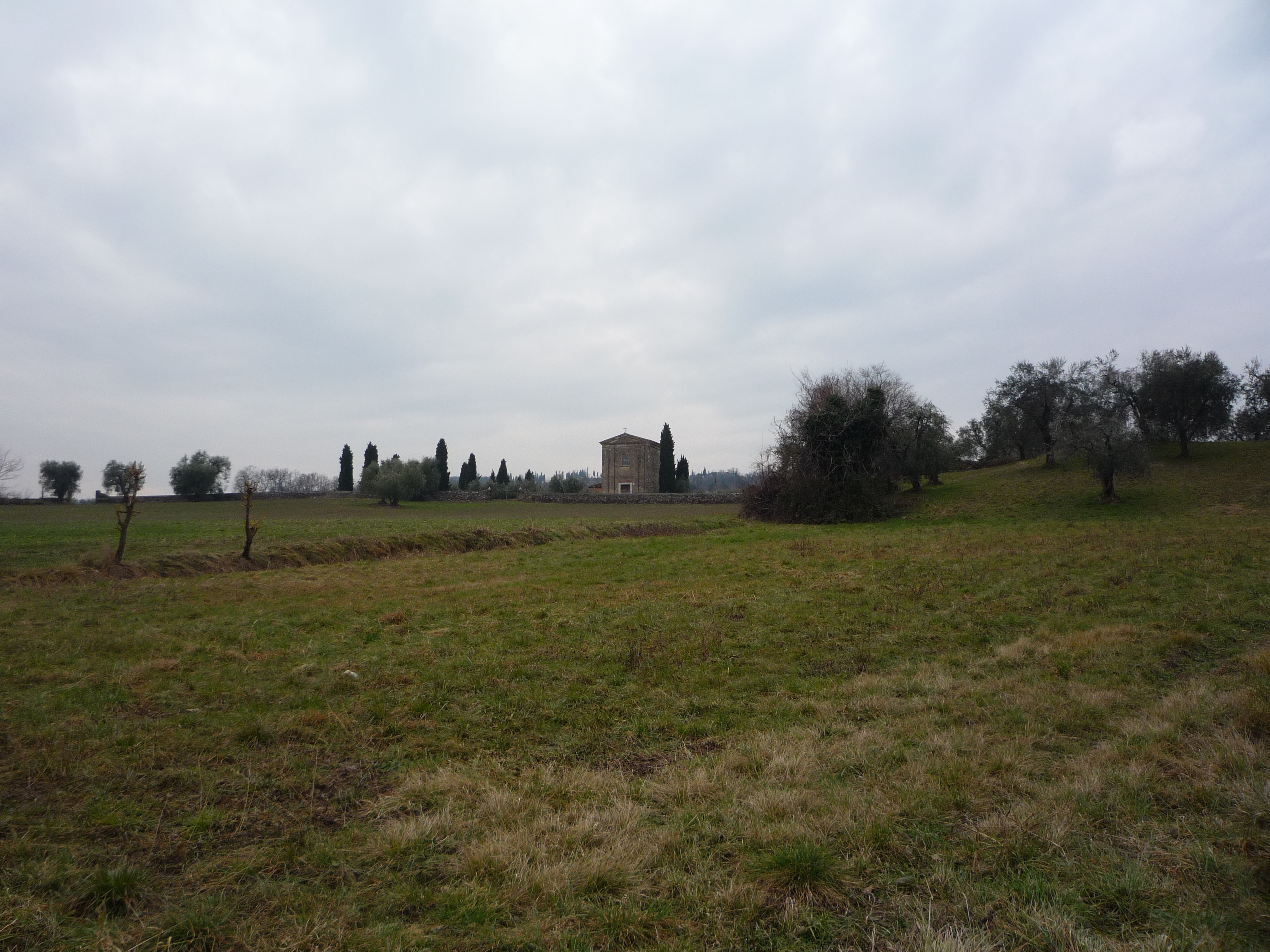
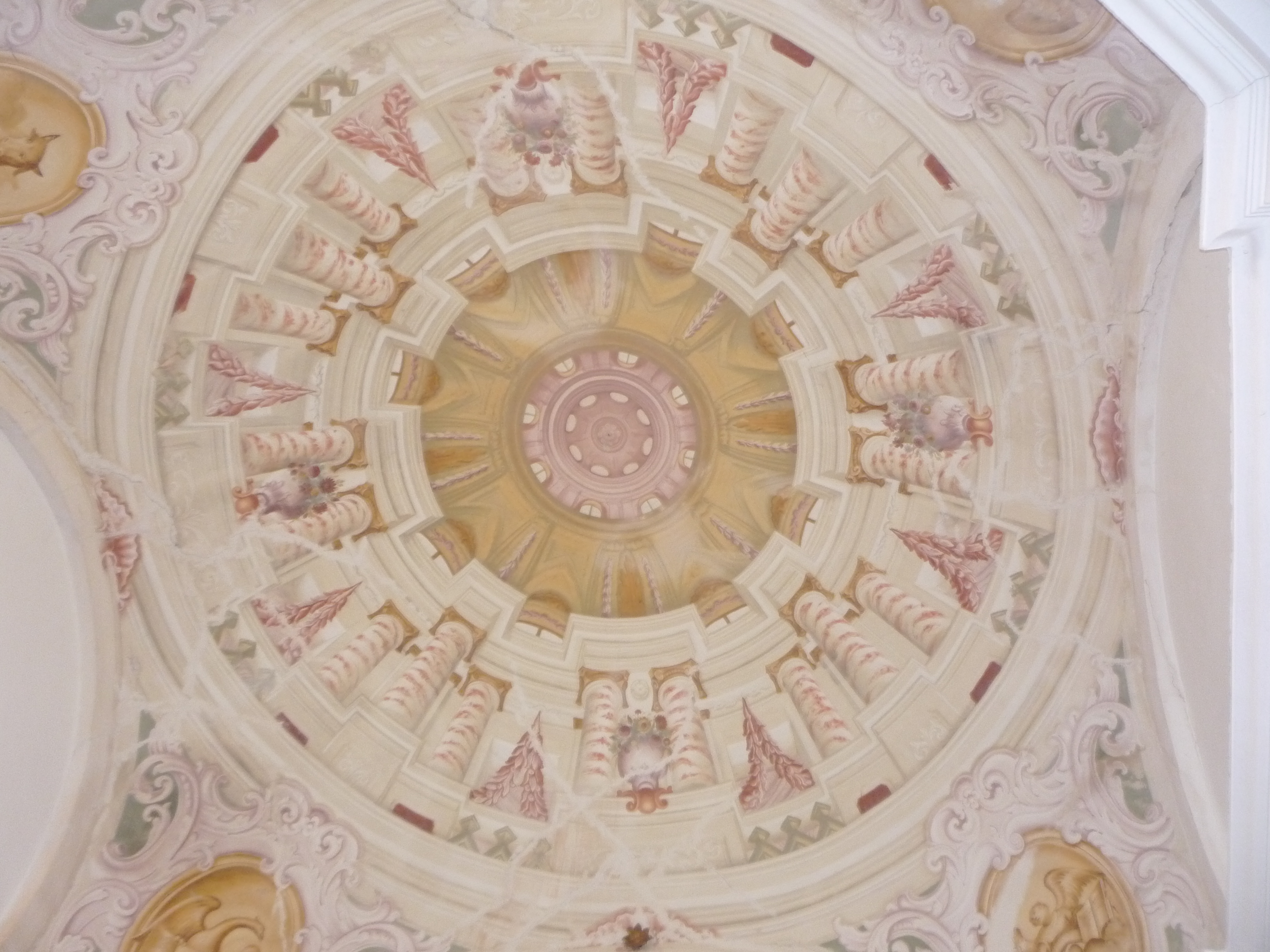
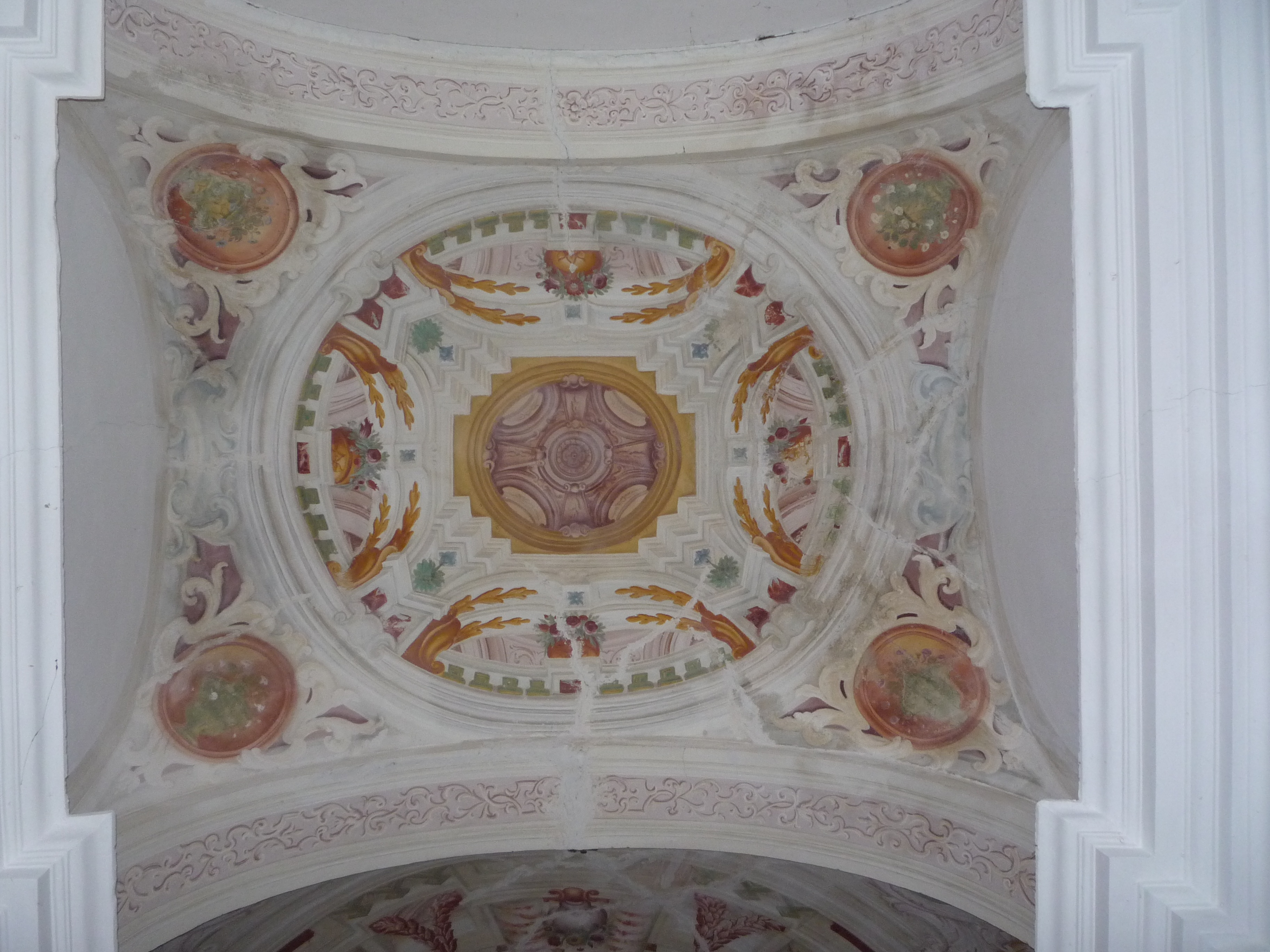
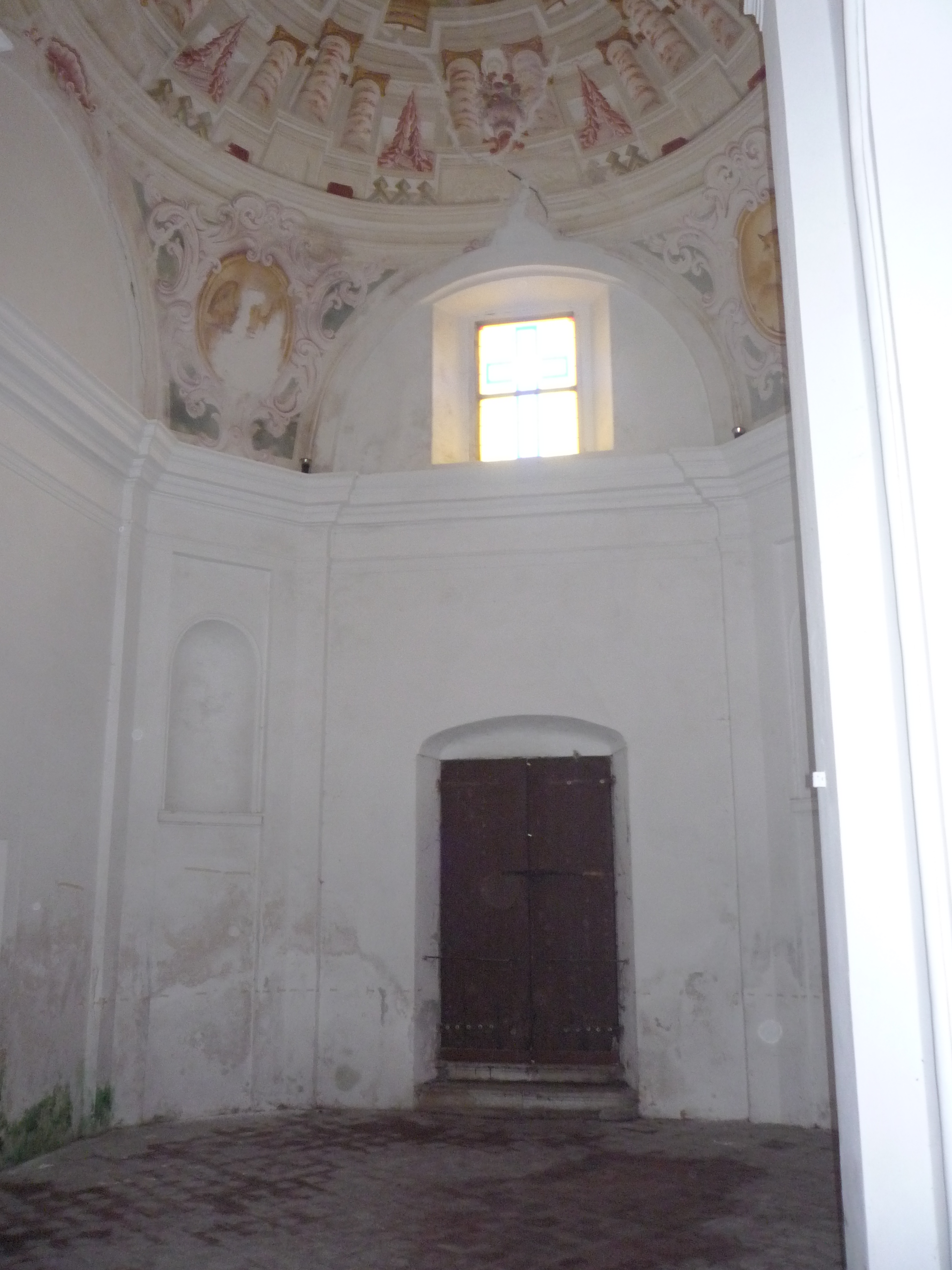